# 贾后疃天主堂
贾后疃天主堂，全名天主教北京教区贾后疃圣母无染原罪堂，位于北京市通州区潞城镇贾后疃村，隶属天主教北京教区，是通州区乃至京东现存最大的天主教堂。

## 简介
贾后疃天主堂位于潞城镇贾后疃村，地处通州城东偏南30里。历史上教友人数曾超过万人。21世纪初有数千教友。
清朝顺治年间，贾后疃贾某（号半仙）在北京顺治门一带艰难谋生，多次到宣武门天主堂听神父讲道，并受洗入教。后来回到家乡传教，从此贾后疃的教友逐渐增加。20年后，北京西什库天主堂主教樊国良（法国人）先后派王、李、邹等神父来到贾后疃村中及通州城内外传教。1873年，先后在贾后疃、牛牧屯、通州西门外兴建天主教堂，并且在通州设立教区，管辖房山、良乡、长辛店、琉璃河、顺义、宝坻、香河等地的传教、建堂事宜。
1873年，王神父在贾后疃监工兴建天主堂，为罗马式建筑，可容600多人。院落坐北朝南。神父宿舍为砖券，前廊合瓦券棚顶，墙壁嵌有木制门窗，棂苇帘灰顶，前有两株洋槐。西部是教堂，坐西朝东，南北长约30米，东西10多米，高14米，面檐砌有连弧砖券，门上顶端立有十字架。
1900年夏，在义和团运动中，贾后疃天主堂受到义和团重创。后来，西什库天主堂派李神父重整教堂及教会事务，并且在附近传教，后来另派董神父（荷兰人）、王玛窦，1927年以后又先后派王公覆、王汝楫、孟焕禹等人继任本堂神父。这段时期，贾后疃堂区管辖谭台、榆林庄、卜落垡、八百户、豆各庄、城子等20多个村庄，远大于牛坊堂区和牛牧屯堂区。
中华人民共和国成立后，从1955年到1957年，先后有胡明德神父、贾西中神父任本堂神父，胡明新任副本堂神父。1958年后，教堂停止宗教活动，被改成小学校。文革期间曾用作礼堂、仓库，1972年至1973年间教堂被彻底拆除。
1970年代，贾后疃村人胡明新神父在南口农场劳改结束后回村里居住。中共十一届三中全会后，宗教政策获得落实。根据教友们的要求，人民政府同意重建贾后疃天主堂。经协商，决定由天主教北京教区拨款5万元人民币，通县人民政府补偿1万元，此外还有教友奉献8000元人民币，有关方面赞助3万多元人民币，以上合计10万元人民币。依照原天主堂的外观及构造，由侉子店乡建筑施工队负责设计及施工。1986年4月18日动工。同年8月15日即圣母升天瞻礼之际祝圣。同年12月7日竣工。1986年12月8日即竣工次日，北京教区主教傅铁山主持了开堂典礼，通县人民政府等各级领导前来祝贺。新教堂可容400多人就座，堂内各种设施齐全。开堂后第一任本堂为胡明新神父，之后便是本堂鲍静坡神父、副本堂贺斌神父。
2005年，教堂顶部塌方。2006年底，教堂由于损坏严重而全部拆除。由北京市第五建筑工程有限公司承建，在老教堂的原址上重建了新教堂，2008年7月新教堂落成。新教堂长150米，宽80米，占地面积近20亩，雄伟壮观，内部装修朴实庄重。2013年5月25日，北京教区李山主教来到贾后疃堂看望本堂闫一杰神父及其他神长教友，并主持了贾后疃天主堂圣母山、宗徒广场祝圣典礼。

## 主任司铎
| 主任司铎 1. 胡明新神父（1986年—？） 2. 鲍静坡神父（？—？） 3. 贺斌神父（？—2006年） 4. 张洪波神父（2006年—2009年） 5. 闫一杰神父（2009年8月—2014年，同时负责通州、双埠头、六合村等祈祷所牧灵工作） 6. 滕昭智神父（2014年—） | 副主任司铎 …… - 罗茂英神父（？—2014年） - 高通神父（2014年—2016年3月） - 赵祥东神父（2014年—2016年3月） |